# Nava (Asturien)
Nava ist ein Ort und eine Gemeinde in der Autonomen Region Asturien im Norden Spaniens. Die 5.203 Einwohnern (Stand: 2024) leben in sechs Parroquias.

## Gemeindegliederung
- Ceceda (Cecea) 526 Einwohner 2008 43° 21′ 24″ N, 5° 27′ 13″ W
- Cuenya 301 Einwohner 2008 43° 22′ 55″ N, 5° 29′ 8″ W
- El Remedio (Remediu) 324 Einwohner 2008 43° 22′ 39″ N, 5° 32′ 42″ W
- Nava 3932 Einwohner 2008
- Priandi 186 Einwohner 2008 43° 20′ 49″ N, 5° 32′ 3″ W
- Tresali 91 Einwohner 2008 43° 21′ 39″ N, 5° 28′ 31″ W

Das  Wappen der Gemeinde besteht aus dem Wappen der Familie „Alvarez de las Asturias“ (oben), dem Wappen des Klosters „San Pelayo de Oviedo“ (links unten) und dem Wappen der „Familie Posadas“ (rechts unten).

## Geschichte
Wie beinahe überall in Asturien bestätigen Funde aus der Altsteinzeit die frühe Besiedelung der Region.
Auch die Römer unterhielten dort mehrere Kastelle mit einer entsprechenden Infrastruktur, um die Goldgruben Nordspaniens zu schützen und logistisch zu versorgen. Bedeutende Münz- und Keramikfunde bestätigen die Besiedelung über mehrere hundert Jahre.
Während des spanischen Unabhängigkeitskrieges und der Carlistenaufstände wurde die Gemeinde in den heutigen Grenzen bestätigt. Wichtigstes Infrastrukturprojekt dieser Zeit war der Bau der Eisenbahnlinie Oviedo-Infiesto.

## Geografie
Die Gemeinde wird begrenzt von Sariego, Cabranes und  Villaviciosa im Norden, im Süden von Piloña und Laviana, im Westen von Bimenes und Siero.
Der Rio Piloña ist der größte, in der Gemeinde entspringende Fluss.   Weitere nennenswerte Flüsse sind: der Río Merenderi, der  Rio Salar, der Rio Punegru, der Rio la Faya, der Rio Los Cuervos, der Pendón und der Rio Fuensanta.
Die Flüsse der Gemeinde sind bekannt für ihren Reichtum an Forellen, Lachsen und anderen  Edelfischen.
Die Bergzüge der Sierra de la Peña Mayor mit dem Pico Trigueiro (1.291 m), begrenzen die Gemeinde im Westen. Die Mittelgebirgszüge der „Sierra de Ques“, mit dem „Bierces (769 m)“ und dem nahegelegenen „Varallonga (865 m)“ stellen die letzten größeren Erhebungen Richtung Küste dar.
Über folgende Verkehrsanbindungen erreicht man Nava:
- Nächster internationaler Flugplatz:  Flughafen Asturias.
- Haltestellen der FEVE gibt es in jedem Ort der Gemeinde.
- Über die N-634 (Ost/West) und die AS-357 (Nord/Süd) ist die Gemeinde mit dem Pkw zu erreichen.

## Wirtschaft
Seit alters her ist die Landwirtschaft, und besonders der Obstanbau (Äpfel) die Haupteinnahmequelle der Gemeinde. Der Mittelstand ist geprägt durch die Sidraproduktion. Das Dienstleistungsgewerbe mit der Tourismusindustrie ist auch hier die Sparte mit dem größten Wachstum.
|                                   | Beschäftigte | Anteil in Prozent |
| TOTAL                             | 1.455        | 100               |
| --------------------------------- | ------------ | ----------------- |
| Ackerbau, Viehzucht und Fischerei | 213          | 14,64             |
| Industrie                         | 266          | 18,28             |
| Bauwirtschaft                     | 164          | 11,27             |
| Dienstleistungsbetriebe           | 812          | 55,81             |

## Spezialitäten
- Durch die jahrhundertelange Produktion des Sidra haben sich hier eine Vielzahl von Rezepturen um den Apfelwein entwickelt. Hervorhebenswert sind Chorizo in Sidra und Kaninchen in Sidra.
- Die Fabada hat hier, wie in ganz Asturien eine lange Tradition und wird überwiegend in der kalten Jahreszeit gegessen.

## Bevölkerungsentwicklung
Quelle: INE Grafische Aufarbeitung für Wikipedia 

## Politik
Die 13 Sitze des Gemeinderates verteilen sich wie folgt:
| Historische Entwicklung der Sitzverteilung im Gemeinderat von Nava | Historische Entwicklung der Sitzverteilung im Gemeinderat von Nava | Historische Entwicklung der Sitzverteilung im Gemeinderat von Nava | Historische Entwicklung der Sitzverteilung im Gemeinderat von Nava | Historische Entwicklung der Sitzverteilung im Gemeinderat von Nava | Historische Entwicklung der Sitzverteilung im Gemeinderat von Nava | Historische Entwicklung der Sitzverteilung im Gemeinderat von Nava | Historische Entwicklung der Sitzverteilung im Gemeinderat von Nava | Historische Entwicklung der Sitzverteilung im Gemeinderat von Nava | Historische Entwicklung der Sitzverteilung im Gemeinderat von Nava | Historische Entwicklung der Sitzverteilung im Gemeinderat von Nava |
| ------------------------------------------------------------------ | ------------------------------------------------------------------ | ------------------------------------------------------------------ | ------------------------------------------------------------------ | ------------------------------------------------------------------ | ------------------------------------------------------------------ | ------------------------------------------------------------------ | ------------------------------------------------------------------ | ------------------------------------------------------------------ | ------------------------------------------------------------------ | ------------------------------------------------------------------ |
| Partei                                                             | 1979                                                               | 1983                                                               | 1987                                                               | 1991                                                               | 1995                                                               | 1999                                                               | 2003                                                               | 2007                                                               | 2011                                                               | 2015                                                               |
| PSOE                                                               | 9                                                                  | 8                                                                  | 8                                                                  | 6                                                                  | 6                                                                  | 5                                                                  | 6                                                                  | 7                                                                  | 5                                                                  | 7                                                                  |
| APN                                                                |                                                                    |                                                                    |                                                                    |                                                                    |                                                                    |                                                                    | 2                                                                  | 2                                                                  | 3                                                                  | 3                                                                  |
| FAC                                                                |                                                                    |                                                                    |                                                                    |                                                                    |                                                                    |                                                                    |                                                                    |                                                                    | 3                                                                  | 1                                                                  |
| AP / PP                                                            |                                                                    | 5                                                                  | 3                                                                  | 6                                                                  | 6                                                                  | 4                                                                  | 5                                                                  | 4                                                                  | 2                                                                  | 1                                                                  |
| UCD / CDS                                                          |                                                                    |                                                                    | 2                                                                  |                                                                    |                                                                    |                                                                    |                                                                    |                                                                    |                                                                    |                                                                    |
| PAS-UNA / PAS                                                      |                                                                    |                                                                    |                                                                    | 1                                                                  | 1                                                                  | 4                                                                  |                                                                    |                                                                    |                                                                    |                                                                    |
| Independientes                                                     | 4                                                                  |                                                                    |                                                                    |                                                                    |                                                                    |                                                                    |                                                                    |                                                                    |                                                                    |                                                                    |
| AGORA NAVA                                                         |                                                                    |                                                                    |                                                                    |                                                                    |                                                                    |                                                                    |                                                                    |                                                                    |                                                                    | 1                                                                  |
| Total                                                              | 13                                                                 | 13                                                                 | 13                                                                 | 13                                                                 | 13                                                                 | 13                                                                 | 13                                                                 | 13                                                                 | 13                                                                 | 13                                                                 |

## Sehenswürdigkeiten
- Kloster San Bartolomé de Nava
- Kapelle Santos Mártires in Llames Bajo
- Pfarrkirche San Andrés von 1896
- Pfarrkirche San Bartolomé in Nava
- El Museo de la Sidra (Museum des Sidra)

## Feste und Feiern
- im Juli, das große „Festival de la Sidra“ in Nava
- Weitere Ferias siehe auf dem Veranstaltungskalender[6]